# تشو يي
تشو يي (بالصينية: 朱毅) هو سباح صيني، ولد في 14 سبتمبر 1977.

## وصلات خارجية
- تشو يي على موقع الاتحاد الدولي للسباحة (الإنجليزية)
- تشو يي على موقع اللجنة الأولمبية الدولية (الإنجليزية)
- تشو يي على موقع أوليمبيديا (الإنجليزية)